# Wybory prezydenckie w Niemczech w 2010 roku

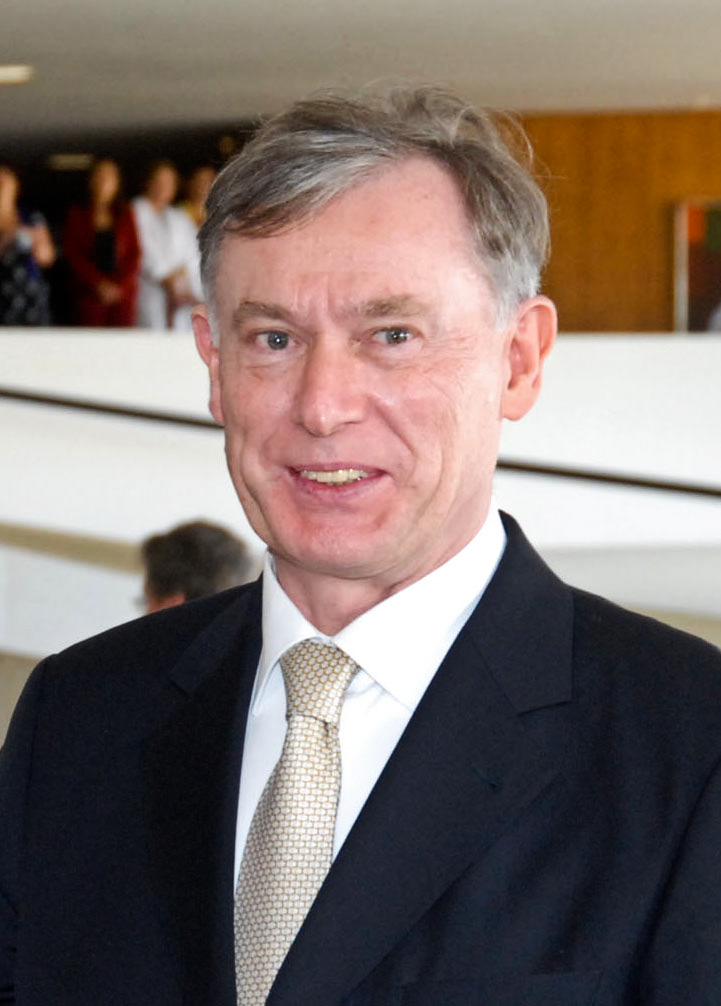
Horst Köhler, prezydent Niemiec w latach 2004–2010

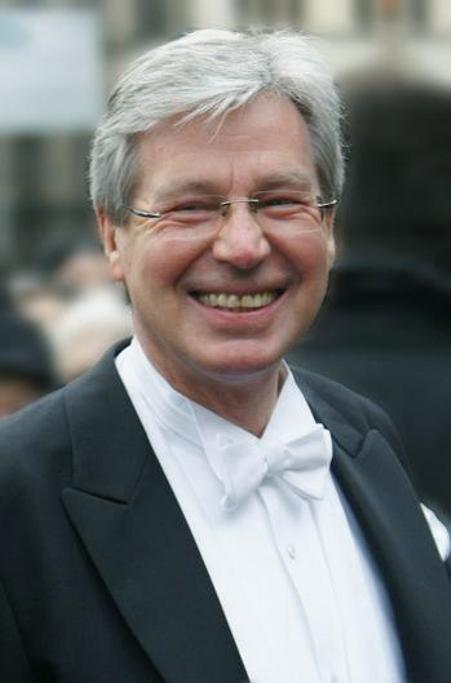
Jens Böhrnsen, pełniący obowiązki głowy państwa

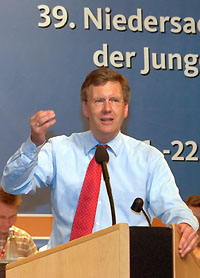
Christian Wullf, kandydat CDU, CSU i FDP, wybrany na prezydenta Niemiec

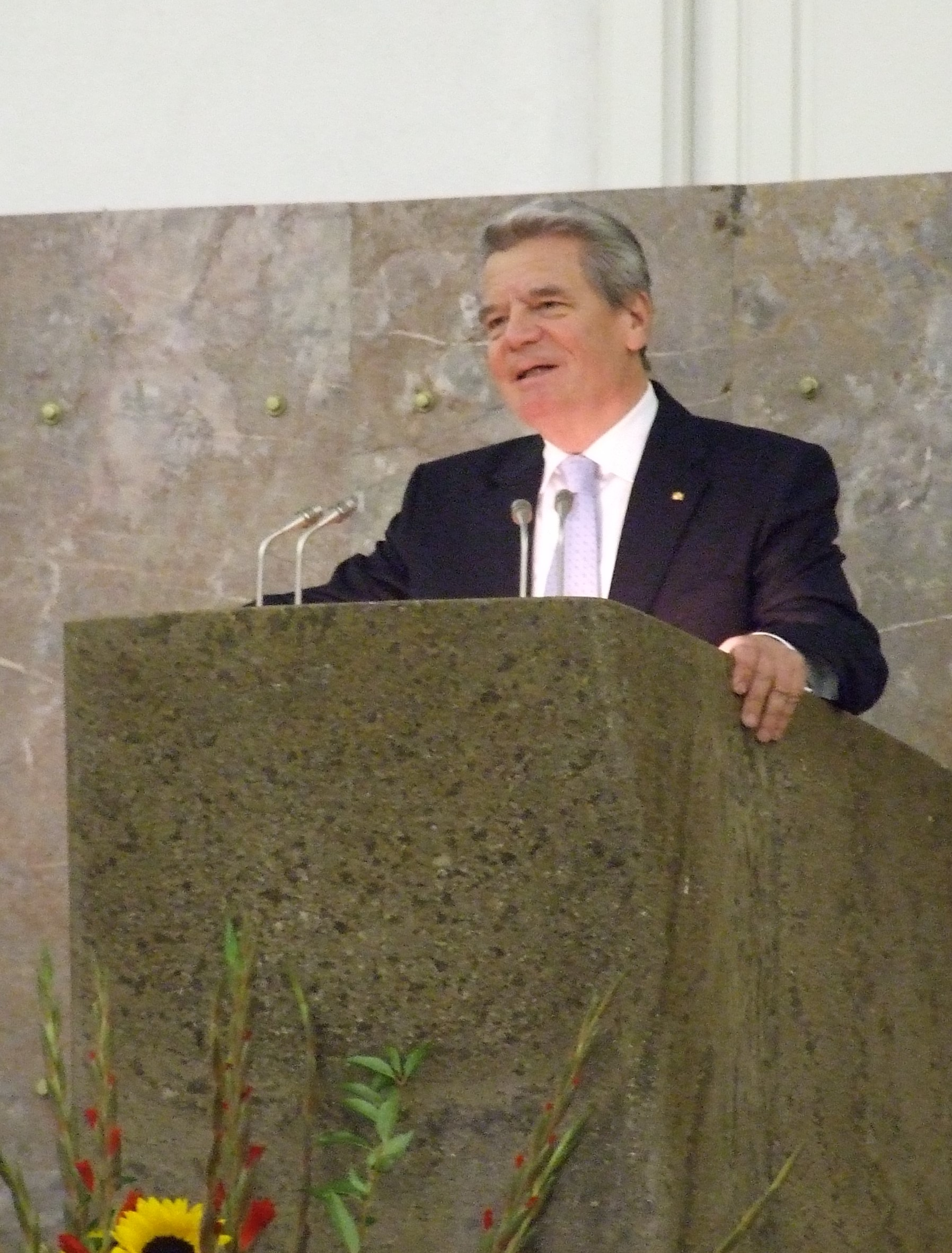
Joachim Gauck, kandydat SPD i Zielonych

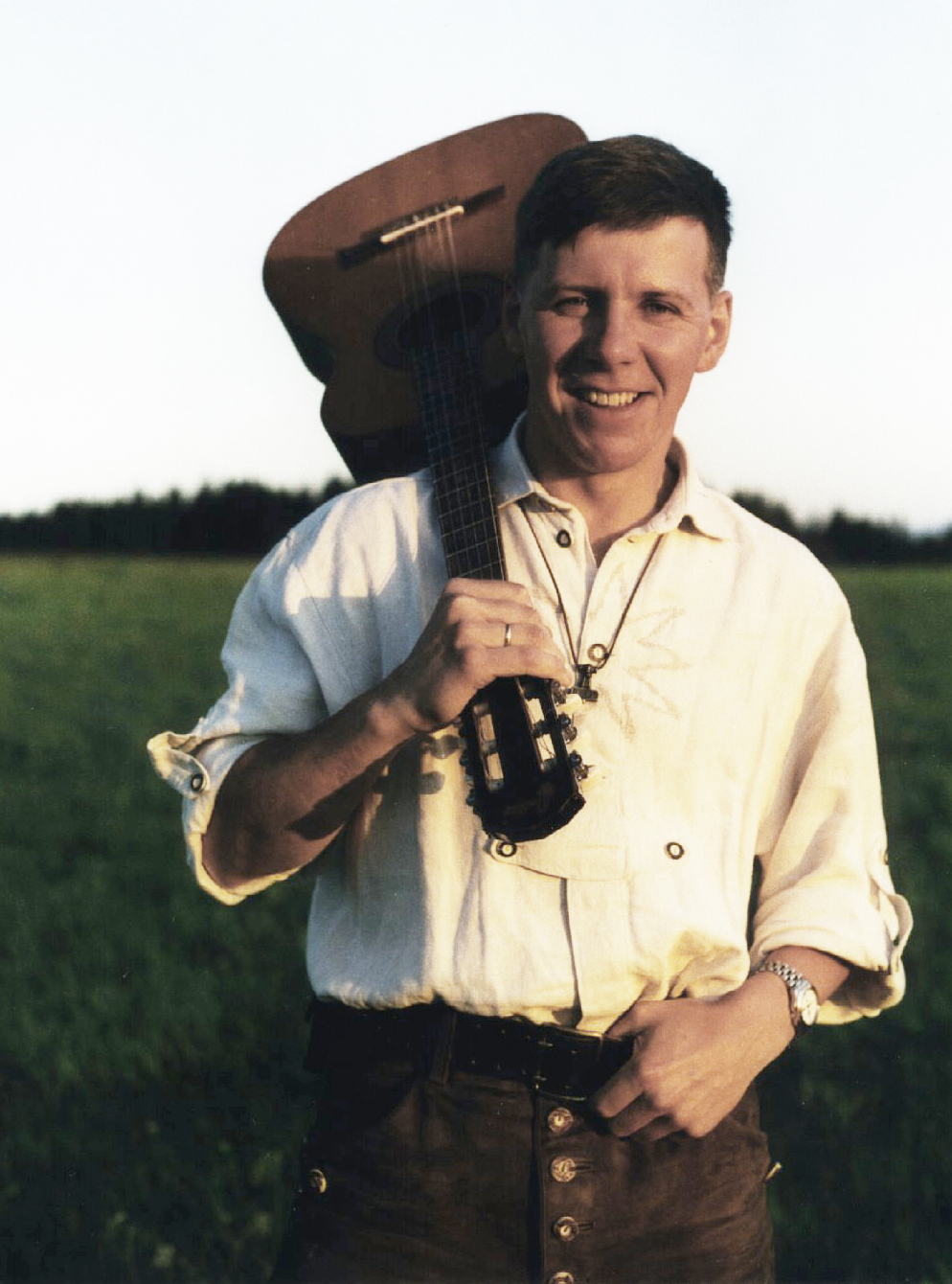
Frank Rennicke, kandydat NPD

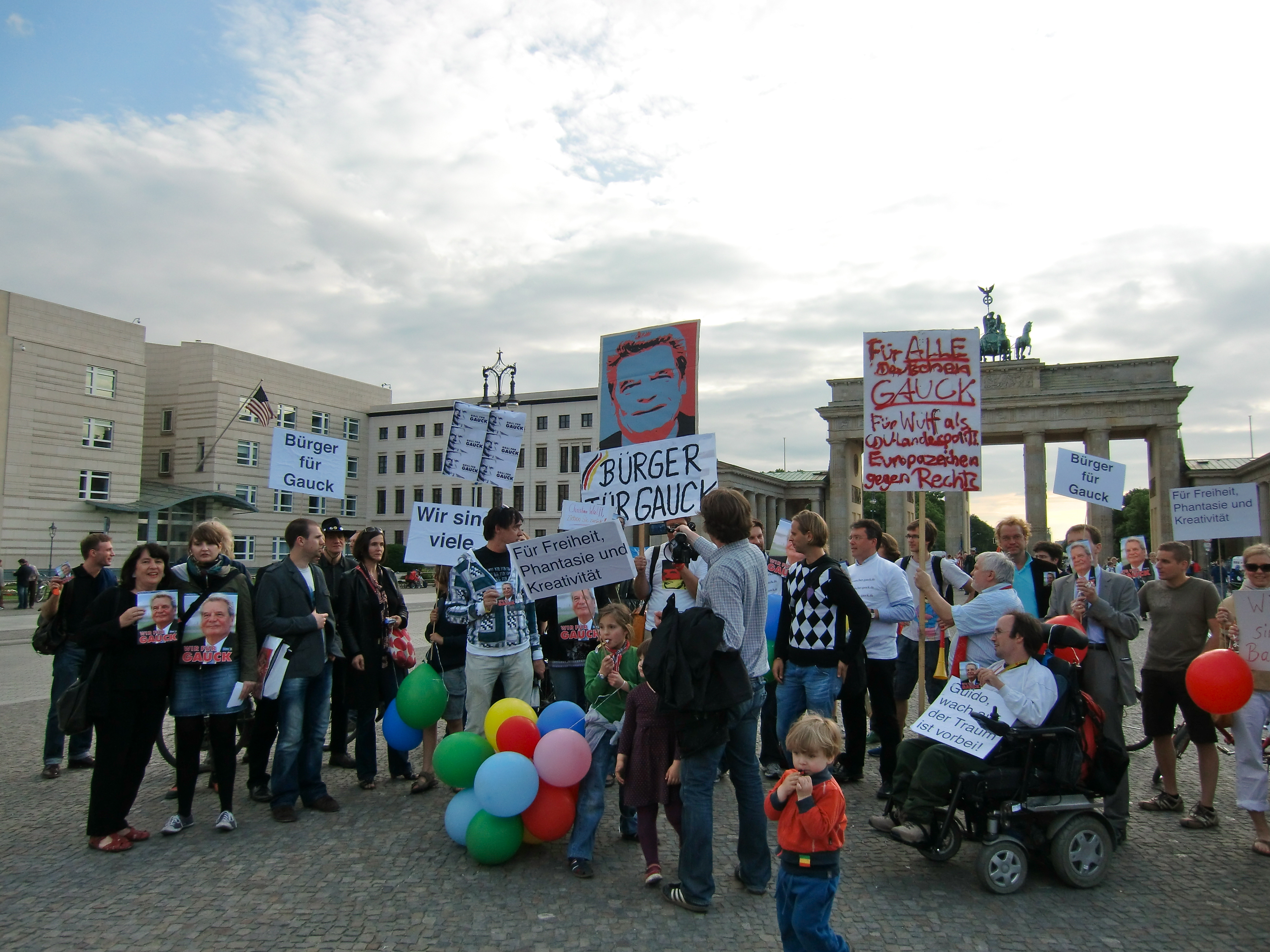
Manifestacja zwolenników Joachima Gaucka

Wybory prezydenckie w Niemczech w 2010 roku odbyły się 30 czerwca 2010 po ustąpieniu z funkcji prezydenta Horsta Köhlera. Wyboru prezydenta dokonało 14. Zgromadzenie Federalne. W trzeciej turze głosowania wygrał Christian Wulff, pokonując swojego głównego konkurenta Joachima Gaucka.

## Ustąpienie Horsta Köhlera z urzędu
31 maja 2010 z urzędu ustąpił prezydent Horst Köhler. Rezygnacja miała związek z jego radiową wypowiedzią na temat wojskowej interwencji w Afganistanie i potencjalnym użyciem Bundeswehry w celu zabezpieczania niemieckich interesów gospodarczych. Stanowisko Köhlera zostało przez niektóre media, polityków i prawników uznane za kontrowersyjne, a nawet określone jako jawne nawoływanie do łamania konstytucji.
Na okres wakatu obowiązki prezydenta przejął przewodniczący Bundesratu Jens Böhrnsen.

## Zasady wyboru Prezydenta RFN
W Niemczech prezydenta wybiera Zgromadzenie Federalne, złożone po połowie z członków Bundestagu i przedstawicieli parlamentów regionalnych. Prezydentem zostaje osoba, która uzyskała bezwzględną większość głosów w dwóch pierwszych turach głosowania lub zwykłą większość w trzeciej turze. Głową państwa może zostać osoba, która ukończyła 40. rok życia oraz posiadająca prawa wyborcze.

## Kandydaci
- Christian Wulff – kandydat koalicji rządzącej CDU/CSU-FDP, premier Dolnej Saksonii, członek kierownictwa CDU[5]
- Joachim Gauck – kandydat SPD i Zielonych, były szef Urzędu ds. Akt Stasi[6]
- Luc Jochimsen – kandydatka partii Die Linke, socjolog i dziennikarka[7]
- Frank Rennicke – kandydat partii NPD[8]

Jako potencjalnych kandydatów media wymieniały przewodniczącego Bundestagu Norberta Lammerta oraz minister pracy i polityki społecznej Ursulę von der Leyen.

## Kampania wyborcza
W tygodniach poprzedzających wybór prezydenta kandydatura Joachima Gaucka zyskała poparcie części społeczeństwa, powodując ogólny wzrost zainteresowania tematyką wyborczą, mimo iż głosowanie miało charakter pośredni. Według sondaży cieszył się poparciem o 10% większym niż Christian Wulff. Gauck uzyskał poparcie mediów, publicystów oraz sporej części opinii publicznej (nawet tej przychylnej CDU). W internecie powstały strony sympatyków tego kandydata, organizowane były też manifestacje i akcje zbierania podpisów poparcia. Postawiony został również temat dotyczący wprowadzenia w Niemczech bezpośrednich wyborów prezydenckich, umożliwiających wybór kandydata cieszącego się największym poparciem społecznym, a nie wybieranego na zasadzie podziałów partyjnych. Zdaniem ekspertów były to najważniejsze wybory prezydenckie w powojennej historii Niemiec, ponieważ ich wynik mógł zdecydować o przyszłości koalicji parlamentarno-rządowej CDU/CSU-FDP i rządu Angeli Merkel.

## Zgromadzenie Federalne
| Partia                          | Liczba głosów | Liczba głosów | Liczba głosów |
| Partia                          | Łącznie       | Bundestag     | Landy         |
| ------------------------------- | ------------- | ------------- | ------------- |
| CDU/CSU                         | 498–500       | 239           | 259–2611,2    |
| SPD                             | 332–333       | 146           | 186–1871      |
| FDP                             | 147           | 93            | 54            |
| Związek 90/Zieloni              | 127           | 68            | 59            |
| Die Linke                       | 124–125       | 76            | 48–49²        |
| Freie Wähler                    | 10            | 0             | 10            |
| NPD                             | 3             | 0             | 3             |
| Südschleswigscher Wählerverband | 1             | 0             | 1             |
| Razem                           | 1244          | 622           | 622           |

## Badania opinii publicznej
| Instytut                | Data       | Wulff | Gauck | Jochimsen |
| ----------------------- | ---------- | ----- | ----- | --------- |
| Forschungsgruppe Wahlen | 16.06.2010 | 31%   | 39%   | 3%        |
| Forsa                   | 16.06.2010 | 35%   | 41%   | 3%        |
| Infratest dimap         | 15.06.2010 | 37%   | 43%   | 2%        |
| Infratest dimap         | 11.06.2010 | 31%   | 40%   | 3%        |
| Forsa-Institut          | 09.06.2010 | 32%   | 42%   | –         |
| TNS Emnid               | 06.06.2010 | 41%   | 32%   | –         |
| TNS Emnid               | 20.06.2010 | 37%   | 39%   | –         |
| TNS Emnid               | 27.06.2010 | 36%   | 42%   | –         |

## Wyniki
W trzeciej turze głosowania prezydentem Niemiec został wybrany kandydat rządzącej koalicji CDU/CSU-FDP, Christian Wulff. Zdobył wówczas wymaganą zwykłą większość głosów. W dwóch pierwszych turach nie zdołał uzyskać bezwzględnej większości. Drugie miejsce we wszystkich trzech turach osiągnął kandydat opozycyjnej SPD i Związku 90/Zieloni, Joachim Gauck.
| Runda    | Kandydat        | Liczba głosów        | Procent              |
| -------- | --------------- | -------------------- | -------------------- |
| 1. Runda | Christian Wulff | 600                  | 48,3%                |
| 1. Runda | Joachim Gauck   | 499                  | 40,2%                |
| 1. Runda | Luc Jochimsen   | 126                  | 10,2%                |
| 1. Runda | Frank Rennicke  | 3                    | 0,2%                 |
| 2. Runda | Wulff           | 615 (+15)            | 49,7%                |
| 2. Runda | Gauck           | 490 (-9)             | 39,6%                |
| 2. Runda | Jochimsen       | 123 (-3)             | 9,9%                 |
| 2. Runda | Rennicke        | 3 (0)                | 0,2%                 |
| 3. Runda | Wulff           | 625                  | 50,2%                |
| 3. Runda | Gauck           | 494                  | 39,7%                |
| 3. Runda | Jochimsen       | kandydatura wycofana | kandydatura wycofana |
| 3. Runda | Rennicke        | kandydatura wycofana | kandydatura wycofana |